# Fruxu-serrano
O Fruxu-serrano (nome científico: Neopelma chrysolophum) é uma espécie de ave passeriforme da família dos piprídeos (Pipridae). É endémica do Brasil. Os seus habitats naturais são: florestas subtropicais ou tropicais húmidas de baixa altitude, regiões subtropicais ou tropicais húmidas de alta altitude e florestas secundárias altamente degradadas.